# Génération écologie

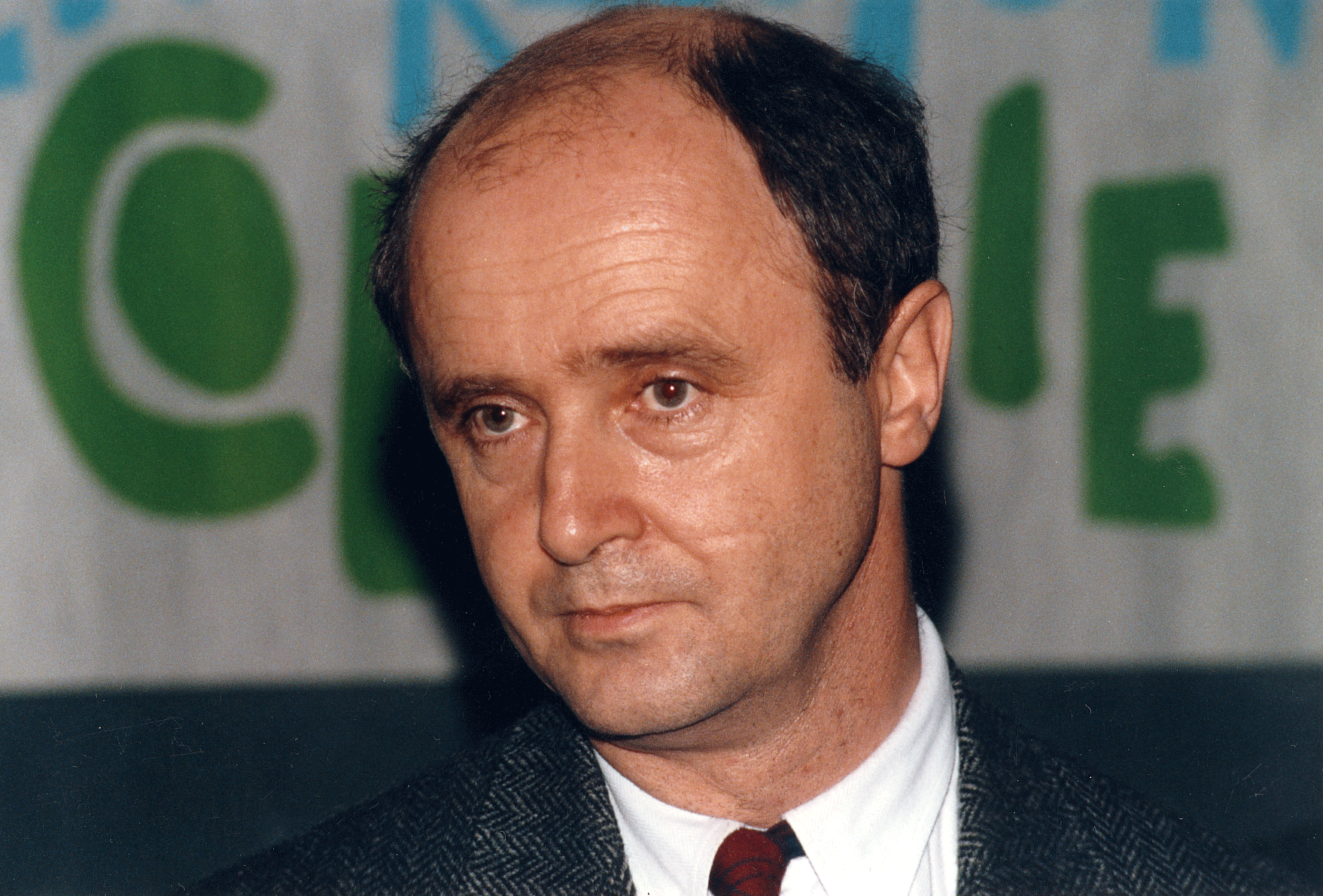
Brice Lalonde

Géneration écologie (českým názvem Ekologická generace) je francouzská ekologická politická strana. Vznikla v květnu roku 1990.
Stranu založil ekologický aktivista Brice Lalonde, který byl v té době zastoupen v socialistické vládě. Vznik GE bývá někdy označován jako snaha o oslabení Zelených. V roce 1991 strana podporovala válku v Zálivu (oproti zeleným, kteří byli proti). Prohlubující se názorové rozpory s levicí vedly roku 1992
k rezignaci Lalonda, který poté začal socialisty ostře kritizovat. Pro legislativní volby 1993 uzavřela se Zelenými dohodu „1 volební obvod = 1 ekologický kandidát“, žádný zástupce strany ale zvolen nebyl. Ekologická generace se posunula na pravici politického spektra (přijala dokonce modrou barvu) a navázala kontakty s konzervativními politickými stranami. V roce 1995 podporovala prezidentskou kandidaturu Jacqua Chiraca.
Pro volby do Evropského parlamentu 2009 se spojila s dalšími stranami obdobné orientace do Nezávislé ekologické aliance (AEI), která získala přes 3,5 % hlasů.
GE se profiluje jako liberálně ekologická strana, udržující kontakty s menšími stranami středové, ekologické nebo pravicové orientace. Volební úspěchy zaznamenává pouze na místní úrovni, celostátně zůstává bez parlamentního zastoupení.